# Tanéné (Boké)
Pour les articles homonymes, voir Tanéné.
Tanéné est un village et sous-préfecture de la préfecture de Boké, dans la région de Boké en Guinée, situé entre Boffa, Fria et Conakry. En 2014, elle comptait 33 824 habitants.

## Population
En 2016, la localité comptait 36 314 habitants.

### Démographie
| 1996   | 1997 | 1998 | 1999 | 2000 | 2001 | 2002 | 2003 | 2004 |
| ------ | ---- | ---- | ---- | ---- | ---- | ---- | ---- | ---- |
| 37 380 | -    | -    | -    | -    | -    | -    | -    | -    |

| 2005 | 2006 | 2007 | 2008 | 2009 | 2010 | 2011 | 2012 | 2013 |
| ---- | ---- | ---- | ---- | ---- | ---- | ---- | ---- | ---- |
| -    | -    | -    | -    | -    | -    | -    | -    | -    |

| 2014 | 2015 | 2016 | 2017 | 2018 | 2019 | 2020 | 2021 | - |
| ---- | ---- | ---- | ---- | ---- | ---- | ---- | ---- | - |
| -    | -    | -    | -    | -    | -    | -    | -    | - |

## Histoire
C'est un « village carrefour » construit autour de la station-service située juste après le pont métallique sur le fleuve Konkouré. Le village s'est développé rapidement depuis la construction du pont sur la Fatala (également connu sous le nom de Rio Pongo en aval) à Boffa. Par exemple, la population de Guémèyiré sur la rive droite du Rio Pongo s'est principalement déplacée à Tanéné.

## Économie
L'économie est axée sur les petites entreprises générées par les passagers échangeant des taxis[réf. nécessaire].